# 僕の部屋がダンジョンの休憩所になってしまった件
『僕の部屋がダンジョンの休憩所になってしまった件』（ぼくのへやがダンジョンのきゅうけいじょになってしまったけん）は、東国不動による日本のライトノベル。オンライン小説として「小説家になろう」にて2016年8月より連載。2017年2月からはツギクルブックス（ツギクル）より書籍版が発売されている。イラストはJUNA。スピンアウトとなる『放課後の異世界冒険部 僕の部屋がダンジョンの休憩所になってしまった件』は2019年7月20日より同サイトで連載されており、書籍版は『僕の部屋がダンジョンの休憩所になってしまった件 放課後の異世界冒険部』（以下、『放課後の異世界冒険部』）のタイトルで竹書房より発売されている。イラストは竹花ノート。
メディアミックスとして、たこやきよしによる本編のコミカライズが『WEBコミックガンマ』（竹書房）にて、2018年5月から2022年9月30日まで連載された。凪庵によるスピンアウト作品『放課後の異世界冒険部』のコミカライズが『WEBコミックガンマぷらす』（同社）にて2019年7月から2020年7月24日まで連載された。また、新コミカライズ『東京郊外のマンションからのまったり異世界冒険記 〜僕の部屋がダンジョンの休憩所になってしまった件〜』が天蛇駆の作画で、『WEBコミックガンマ』にて2023年12月から連載開始された。
立川市を舞台とした作品で、「小説家になろう」ローファンタジー部門で年間1位を獲得している。

## 登場人物
鈴木トオル（すずき トオル）
本作の主人公。

## 既刊一覧

### 小説
- 東国不動 『僕の部屋がダンジョンの休憩所になってしまった件』 ツギクル〈ツギクルブックス〉、既刊3巻（2017年11月10日現在）
  1. 2017年2月10日発売[3]、ISBN 978-4-7973-8789-6
  2. 2017年6月10日発売[11]、ISBN 978-4-7973-9202-9
  3. 2017年11月10日発売[12]、ISBN 978-4-7973-9484-9
- 東国不動 『僕の部屋がダンジョンの休憩所になってしまった件 放課後の異世界冒険部』、竹書房、既刊2巻（2021年3月27日現在）
  - 『僕の部屋がダンジョンの休憩所になってしまった件 放課後の異世界冒険部』、2019年7月29日発売[5]、ISBN 978-4-8019-1939-6
  - 『僕の部屋がダンジョンの休憩所になってしまった件 放課後の異世界冒険部 学園の妖狐編』、2021年3月27日発売[13]、ISBN 978-4-8019-2290-7

### 漫画
- 東国不動（原作）・たこやきよし（作画）・Juna（キャラクター原案）・ツギクル（協力） 『僕の部屋がダンジョンの休憩所になってしまった件』 竹書房〈バンブーコミックス〉、全7巻
  1. 2017年11月10日発売[14]、ISBN 978-4-8019-6102-9
  2. 2018年7月27日発売[15]、ISBN 978-4-8019-6338-2
  3. 2019年7月29日発売[16]、ISBN 978-4-8019-6689-5
  4. 2020年7月27日発売[17]、ISBN 978-4-8019-7016-8
  5. 2021年3月27日発売[18]、ISBN 978-4-8019-7262-9
  6. 2022年2月14日発売[19]、ISBN 978-4-8019-7502-6
  7. 2022年10月6日発売[20]、ISBN 978-4-8019-7874-4
- 東国不動（原作）・凪庵（作画）・竹花ノート（キャラクター原案） 『僕の部屋がダンジョンの休憩所になってしまった件 放課後の異世界冒険部』 竹書房〈バンブーコミックス〉、全2巻
  1. 2020年1月24日発売[21]、ISBN 978-4-8019-6846-2
  2. 2020年7月27日発売[22]、ISBN 978-4-8019-7017-5
- 東国不動（原作）・天蛇駆（漫画） 『東京郊外のマンションからのまったり異世界冒険記 〜僕の部屋がダンジョンの休憩所になってしまった件〜』 竹書房〈バンブーコミックス〉、既刊2巻（2025年8月6日現在）
  1. 2024年9月6日発売[23][24]、ISBN 978-4-8019-8444-8
  2. 2025年8月6日発売[25]、ISBN 978-4-8019-8749-4